# Leitha (монітор)
47°30′31″ пн. ш. 19°02′41″ сх. д. / 47.508707° пн. ш. 19.044776° сх. д.
«Leitha» — перший річковий монітор в Європі. Він найстаріший збережений та єдиний повністю відновлений військовий корабель австро-угорського флоту.

## Побудова

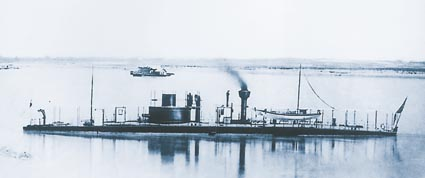
Монітор «Leitha» в 1872

Будівництво двох моніторів почалася в 1870 році на угорській верфі. Окремі частини, зокрема башти кораблів, були виготовлені в Англії. Монітори були спущені на воду через рік, у 1871 році: «Leitha» 17 травня. Їх конструктором був Йозеф фон Ромако, який спроектував багато інших морських кораблів для Імперії. Він мав зважати, що через низьку середню глибину річок Австро-Угорщини, кораблі могли мати лише невелику осадку. Це зробило завдання конструктора дуже складним, враховуючи, що монітори були дуже важкі через їх броню і гармати. Ромако вирішив велику кількість проблем із зігнутим корпусом і легкими броньованими листами. З низьким надводним бортом, корабель потребував менше броні, тож осадка склала всього 1,3 м.

## Історія

### 1878—1914
«Leitha» вперше взяв участь у бойових діях 1878 року під час окупації Боснії, коли Австро-Угорщина  захопила Боснію і Герцеговину, яка була під владою Османської імперії. Корабель брав активну участь у боях на річці Сава.

### Перша Світова війна
Станом на 1914 «Leitha» планували вивести зі складу флоту. Але початок бойових дій скасував ці плани і «Leitha» разом з однотипним  «Maros» були використані у боях та стали найстарішими бойовими кораблями австро-угорського флоту. У 1914 році (11 серпня — 1 грудня)  «Leitha» знову брав участь у боях на Саві. Корабель отримав ушкодження пошкодження сталося у жовтні 1914 року під час першої окупації Белграда, коли башта отримала пряме попадання, а всі члени екіпажу всередині загинули. Брала участь у подальших діях проти Сербії, а потім проти Румунії. 

### 1919
Після того, як Австро-Угорська монархія програла війну, її військово-морський флот повинен був бути демобілізований. Тим не менш, нетривала Радянська Республіка в Угорщині в 1919 році, відновила Дунайську флотилії, у яку включили і «Leitha». У цей період, корабель брав участь у боях з чеськими військами між Комаром і Естергом. У тому ж році в червні монітор взяв активну участь у так званому «заколоті моніторів», який був одним з перших антикомуністичних заворушень у світі. У Будапешті відбувся військовий виступ проти тодішньої комуністичної диктатури, і його важливою складовою була підтримка Дунайської флотилії. Її монітори підняли червоно-біло-зелений національний прапор, а не радянський червоний. Люди вітали їх, але повстання було швидко придушене угорськими комуністичними силами.

## Фотографії

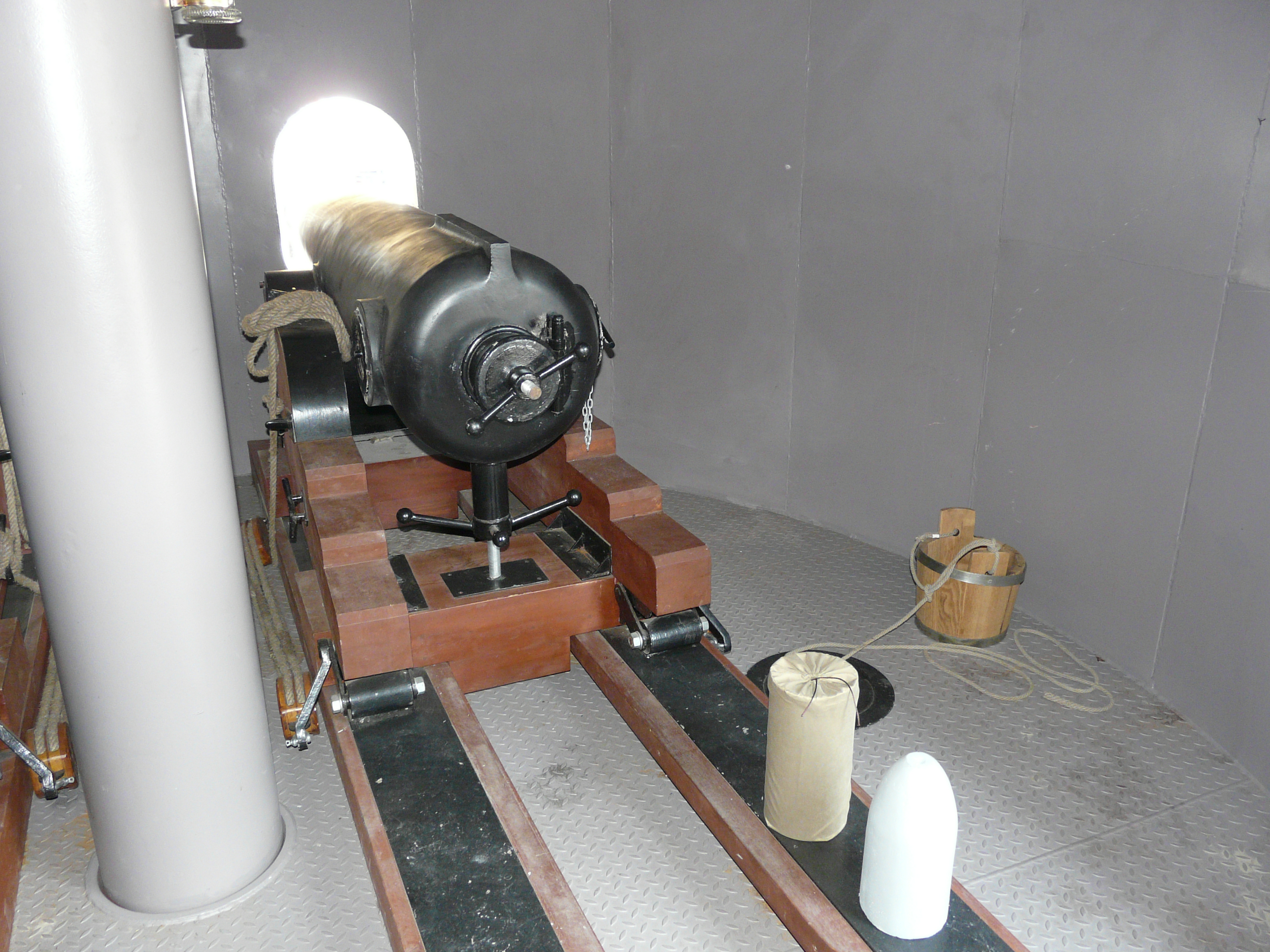
Гармата типу Wahrendorf
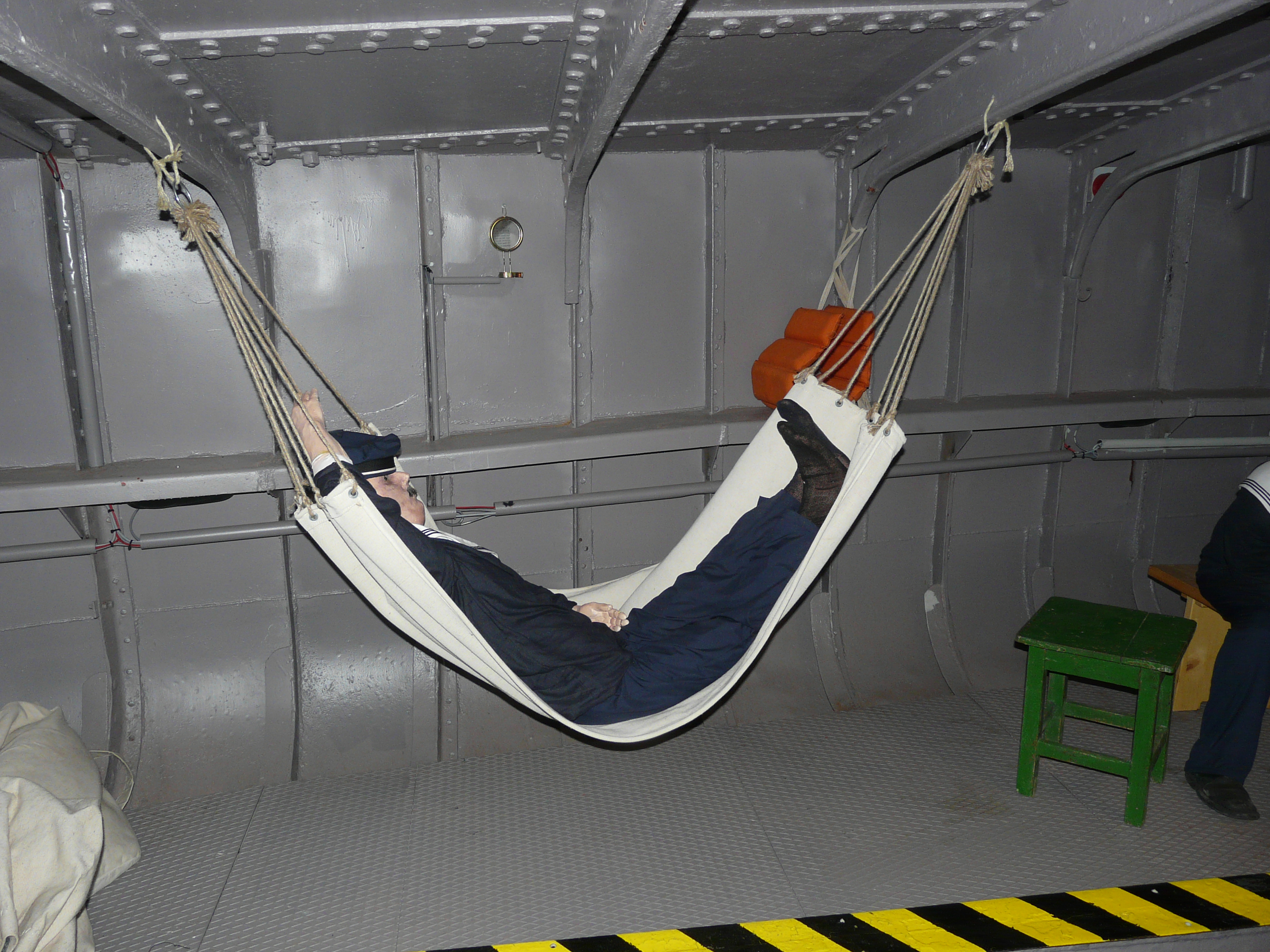
Матроський гамак
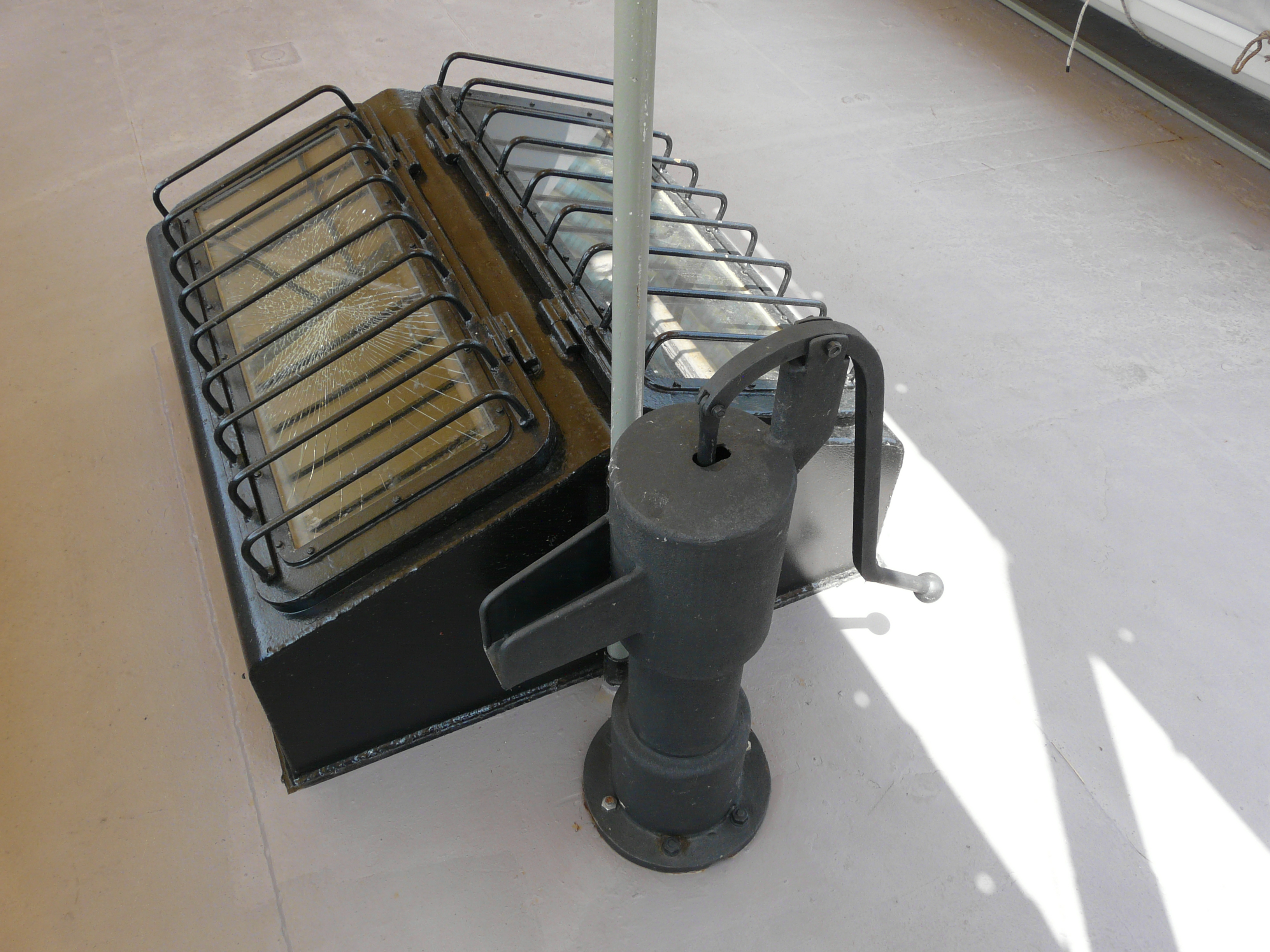
Водяний насос